# Amphymenium
Amphymenium es un género de plantas con flores  perteneciente a la familia Fabaceae. Comprende 4 especies descritas que son sinónimos de otros géneros.

## Taxonomía
El género fue descrito por Carl Sigismund Kunth y publicado en Nova Genera et Species Plantarum (folio ed.) 6: 298. 1824.

## Especies
- Amphymenium mediterraneum Benth. = Martiodendron mediterraneum (Benth.) R.C. Koeppen
- Amphymenium pubescens Kunth = Pterocarpus orbiculatus DC.
- Amphymenium rohrii (Vahl) Kunth = Pterocarpus rohrii Vahl
- Amphymenium villosum Benth. = Pterocarpus villosus (Benth.) Benth